# Satyricon (band)
Satyricon is een Noorse blackmetalband rond het duo Satyr en Frost.

## Geschiedenis
De groep werd in 1991 gevormd te Oslo. Hun teksten gaan dikwijls over de natuur en zijn vaak apocalyptisch . Opmerkelijk is hun fascinatie voor de middeleeuwen, die uitvoerig aan bod komt in hun eerste album, Dark Medieval Times.

## Bandleden

### Huidige bandleden
- Satyr (Sigurd Wongraven) - Zang, gitaar, keyboard en basgitaar (1991-heden)
- Frost (Kjetil Haraldstad) - Drums (1992-heden)

### Live muzikanten
- Attila Vörös - Gitaar
- Steinar "Azarak" Gundersen - Gitaar
- Anders "Neddo" Odden - Basgitaar
- Job Bos - Keyboards

### Vroegere bandleden
- Ihsahn - Keyboards
- Joey Jordison - Drums
- Dirk Verbeuren - Drums
- Kveldulv (Ted Skjellum) ook bekend als Nocturno Culto of Darkthrone - Gitaar (1996)
- Lemarchand (Håvard Sørensen) - Gitaar (1991-1992)
- Samoth (Tomas Haugen) - Basgitaar (1993-1996)
- Wargod (Vegard Blomberg) - Basgitaar (1991-1993)
- Exhurtum (Carl-Michael Eide) - Drums (1991-1992)

## Discografie

### Studioalbums
- Dark Medieval Times (1993)
- The Shadowthrone (1994)
- Nemesis Divina (1996)
- Megiddo (1997, ep)
- Intermezzo II (1999, ep)
- Rebel Extravaganza (1999)
- Volcano (2002)
- Now, Diabolical (2006)
- The Age of Nero (2008)
- Satyricon (2013)
- Deep Calleth Upon Deep (2017)
- Satyricon & Munch (2022)

### Live- en compilatiealbums
- The Forest Is My Throne / Yggdrassil (1995, split cd)
- Picture Disc Box (1998, verzamelbox)
- Ten Horns - Ten Diadems (2002, compilatie)

### Demo's en bootlegs
- Satyricon (1992, demo)
- The Forest Is My Throne (1992, demo)
- Live in Vienna (2000, live bootleg)
- Live in Stockholm (2002, live bootleg)

### Videografie
- Mother North (1996, VHS)
- Roadkill Extravaganza (2001, VHS/dvd)
- Live at the Opera (2015, cd/dvd)